# Erdbeben vor Alor 1995
Das Erdbeben vor Alor 1995 hatte am 14. Mai 1995 sein Epizentrum südöstlich der indonesischen Insel Alor im Meer. Das Beben mit einer Stärke von 6,9 löste einen Tsunami aus, der im benachbarten Osttimor Opfer forderte.

## Geschehen
Das Erdbeben fand um 20:33 Uhr Ortszeit (11:33 UTC) statt. Ein kleiner Bereich an der Küste Alors senkte sich dabei ab. Durch das Beben entstand ein 1,5 bis 4 Meter hoher Tsunami, der das südlich gelegene Osttimor traf. Die Welle reichte bis zu 120 Meter in das Land hinein.
Von der Hauptstadt Dili bis zum Distrikt Bobonaro (Maliana) wurden Häuser zerstört, 40 Fischerboote beschädigt und hunderte Nutztiere getötet. Elf Menschen wurden nach der Katastrophe vermisst, 19 weitere wurden als verletzt gemeldet. Allein im damaligen Fischerdorf Marinir starben nach Augenzeugenberichten neun Menschen.